# Puchar Europy w skokach narciarskich 1992/1993
Puchar Europy w skokach narciarskich 1992/1993 lub w zasadzie Puchar Kontynentalny w skokach narciarskich 1992/1993 rozpoczął się 12 grudnia 1992 na normalnym obiekcie Fichtelbergschanzen w niemieckim Oberwiesenthal a zakończył 4 kwietnia 1993 na normalnej skoczni Dundretkullen w szwedzkim Gällivare.
Był to ostatni sezon Pucharu Europy, gdyż po sezonie zastąpiono go Pucharem Kontynentalnym, w którym mogli brać także udział skoczkowie spoza kontynentu europejskiego. Międzynarodowa Federacja Narciarska mimo to zaliczyła sezon 1992/1993 jako drugą edycję Pucharu Kontynentalnego. Po 22 konkursach zwycięzcą cyklu został Austriak Franz Neuländtner, który o 13 punktów wyprzedził swojego rodaka, Christiana Mosera i o 59 punktów Norwega Knuta Müllera.

## Wyniki zawodów
| Lp.                                                                          | Data                                          | Miejscowość                                   | Skocznia                                      | Punkt K                                       | Uwagi                                         | 1. miejsce        | 2. miejsce                     | 3. miejsce           |
| ---------------------------------------------------------------------------- | --------------------------------------------- | --------------------------------------------- | --------------------------------------------- | --------------------------------------------- | --------------------------------------------- | ----------------- | ------------------------------ | -------------------- |
| 1.                                                                           | 12 grudnia 1992                               | Oberwiesenthal                                | Fichtelbergschanzen                           | K-90                                          | -                                             | Werner Haim       | Christian Reinthaler           | Frode Håre           |
| 2.                                                                           | 13 grudnia 1992                               | Oberwiesenthal                                | Fichtelbergschanzen                           | K-90                                          | -                                             | Hansjörg Jäkle    | Christian Reinthaler           | Werner Haim          |
| 3.                                                                           | 26 grudnia 1992                               | Sankt Moritz                                  | Olympiaschanze                                | K-90                                          | -                                             | Martin Trunz      | Jérôme Gay                     | Stefan Zünd          |
| 4.                                                                           | 29 grudnia 1992                               | Sankt Aegyd                                   | Klaushoferschanze                             | K-73                                          | -                                             | Mario Stecher     | Christian Moser                | Christian Reinthaler |
| 5.                                                                           | 8 stycznia 1993                               | Planica                                       | Srednija Velikanka                            | K-90                                          | TAA                                           | Franci Petek      | Dionis Wodniew                 | Bengt Heiestad       |
| 6.                                                                           | 9 stycznia 1993                               | Planica                                       | Srednija Velikanka                            | K-90                                          | TAA                                           | Samo Gostiša      | Knut Müller                    | Christian Moser      |
| Turniej Alpen-Adria – klasyfikacja końcowa                                   | Turniej Alpen-Adria – klasyfikacja końcowa    | Turniej Alpen-Adria – klasyfikacja końcowa    | Turniej Alpen-Adria – klasyfikacja końcowa    | Turniej Alpen-Adria – klasyfikacja końcowa    | Turniej Alpen-Adria – klasyfikacja końcowa    | Franci Petek      | Samo Gostiša                   | Knut Müller          |
| 7.                                                                           | 10 stycznia 1993                              | Wörgl                                         | Latella-Schanze                               | K-83                                          | -                                             | Stefan Horngacher | Knut Müller                    | Heinz Kuttin         |
| 8.                                                                           | 16 stycznia 1993                              | Willingen                                     | Mühlenkopfschanze                             | K-120                                         | -                                             | Helge Brendryen   | Tero Koponen                   | Clas-Brede Bråthen   |
| 9.                                                                           | 17 stycznia 1993                              | Willingen                                     | Mühlenkopfschanze                             | K-120                                         | -                                             | Toni Nieminen     | Christian Moser                | André Kiesewetter    |
| 10.                                                                          | 30 stycznia 1993                              | Gallio                                        | Trampolino di Pakstall                        | K-92                                          | -                                             | Dieter Thoma      | Christian Moser                | Knut Müller          |
| 11.                                                                          | 31 stycznia 1993                              | Gallio                                        | Trampolino di Pakstall                        | K-92                                          | -                                             | Dieter Thoma      | Andreas Widhölzl               | Gerd Siegmund        |
|                                                                              |                                               |                                               |                                               |                                               |                                               |                   |                                |                      |
| Mistrzostwa Świata w Narciarstwie Klasycznym 1993 • Falun, 19–28 lutego 1993 |                                               |                                               |                                               |                                               |                                               |                   |                                |                      |
|                                                                              |                                               |                                               |                                               |                                               |                                               |                   |                                |                      |
| 12.                                                                          | 20 lutego 1993                                | Zakopane                                      | Wielka Krokiew                                | K-116                                         | [ 1 ]                                         | Werner Haim       | Sven Hannawald Werner Schuster |                      |
| 13.                                                                          | 21 lutego 1993                                | Szczyrk                                       | Skalite                                       | K-85                                          | [ 1 ]                                         | Christian Moser   | Franz Wiegele                  | Knut Müller          |
| 14.                                                                          | 27 lutego 1993                                | Titisee-Neustadt                              | Hochfirstschanze                              | K-113                                         | TSch                                          | Frode Håre        | Werner Haim                    | Christian Moser      |
| 15.                                                                          | 28 lutego 1993                                | Schönwald im Schwarzwald                      | Adlerschanze                                  | K-84                                          | TSch                                          | Franz Neuländtner | Christian Moser                | Gerhard Gattinger    |
| Turniej Schwarzwaldzki – klasyfikacja końcowa                                | Turniej Schwarzwaldzki – klasyfikacja końcowa | Turniej Schwarzwaldzki – klasyfikacja końcowa | Turniej Schwarzwaldzki – klasyfikacja końcowa | Turniej Schwarzwaldzki – klasyfikacja końcowa | Turniej Schwarzwaldzki – klasyfikacja końcowa | Christian Moser   | Werner Haim                    | Franz Neuländtner    |
| 16.                                                                          | 7 marca 1993                                  | Chamonix                                      | Tremplin aux Bossons                          | K-95                                          | -                                             | Franz Neuländtner | Werner Schuster                | Klaus Huber          |
| 17.                                                                          | 13 marca 1993                                 | Oberhof                                       | Hans-Renner-Schanze                           | K-120                                         | -                                             | Matthias Wallner  | Werner Schuster                | Franz Neuländtner    |
| 18.                                                                          | 19 marca 1993                                 | Sprova                                        | Steinfjellbakken                              | K-85                                          | -                                             | Pål Hansen        | Hansjörg Jäkle                 | Stein Henrik Tuff    |
| 19.                                                                          | 20 marca 1993                                 | Sprova                                        | Steinfjellbakken                              | K-85                                          | -                                             | Knut Müller       | Geir Atle Wøien                | Pål Hansen           |
| 20.                                                                          | 27 marca 1993                                 | Ruka                                          | Rukatunturi                                   | K-120                                         | PoCu                                          | Toni Nieminen     | Gerhard Schallert              | Geir Atle Wøien      |
| 21.                                                                          | 3 kwietnia 1993                               | Gällivare                                     | Dundretkullen                                 | K-90                                          | -                                             | Gerhard Schallert | Franz Neuländtner              | Christian Moser      |
| 22.                                                                          | 4 kwietnia 1993                               | Gällivare                                     | Dundretkullen                                 | K-90                                          | -                                             | Gerhard Schallert | Christian Moser                | Geir Atle Wøien      |

## Klasyfikacja generalna Pucharu Europy
| Miejsce | Zawodnik             | Punkty |
| ------- | -------------------- | ------ |
| 1.      | Franz Neuländtner    | 211    |
| 2.      | Christian Moser      | 198    |
| 3.      | Knut Müller          | 152    |
| 4.      | Werner Schuster      | 132    |
| 5.      | Hansjörg Jäkle       | 119    |
| 6.      | Werner Haim          | 112    |
| 7.      | Geir Atle Wøien      | 103    |
| 8.      | Christian Reinthaler | 102    |
| 9.      | Gerhard Schallert    | 87     |
| 10.     | André Kiesewetter    | 67     |
| 11.     | Klaus Huber          | 61     |
| 12.     | Toni Nieminen        | 60     |
| 13.     | Helge Brendryen      | 59     |
| 14.     | Sven Hannawald       | 55     |
| 15.     | Alexander Pointner   | 52     |
| 16.     | Frode Håre           | 51     |
| 17.     | Dieter Thoma         | 50     |
| 17.     | Pål Hansen           | 50     |
| 19.     | Matthias Wallner     | 49     |
| 20.     | Franz Wiegele        | 46     |
| 21.     | Andreas Widhölzl     | 45     |
| 22.     | Bengt Heiestad       | 39     |
| 23.     | Ruddy Jardin         | 38     |
| 24.     | Franci Petek         | 37     |
| 25.     | Gerd Siegmund        | 36     |
| 25.     | Ingemar Mayr         | 36     |
| ...     |                      |        |